# 海兴县农场
海兴县农场是中华人民共和国河北省沧州市海兴县下辖的一个类似乡级单位。

## 行政区划
下辖以下地区：
海兴县农场虚拟村。